# Allianz für den freien Sonntag
Die Sonntagsallianz (Allianz für den freien Sonntag) ist ein Zusammenschluss von Verdi, der Katholischen Betriebsseelsorge, der Katholischen Arbeitnehmer-Bewegung, der Aktionsgemeinschaft für Arbeitnehmerfragen (afa) und des kirchlichen Dienstes in der Arbeitswelt der Evangelischen Kirche (kda). Sie wurde am 17. November 2006 in München gegründet. Ihr Ziel ist der Schutz der Sonntagsruhe des Sonntags als arbeitsfreien Tag gemäß Artikel 140 Grundgesetz und Artikel 139 der Weimarer Verfassung vom 11. August 1919.